# Oxazine
Les oxazines sont les différents isomères de formule brute C4H5NO formant un hétérocycle à 6 atomes inclus les atomes d'azote et d'oxygène.

Huit isomères nommés de l'oxazine

Six autres isomères de l'oxazine sont imaginables : ce sont ceux qui auraient une liaison allénique à l'intérieur du cycle, ce qui les rendrait de toute façon très instables. Néanmoins, ce type de liaison allénique à l'intérieur d'un cycle à 6 a déjà été mis en évidence comme dans le cyclohexa-1,2,4-triène.

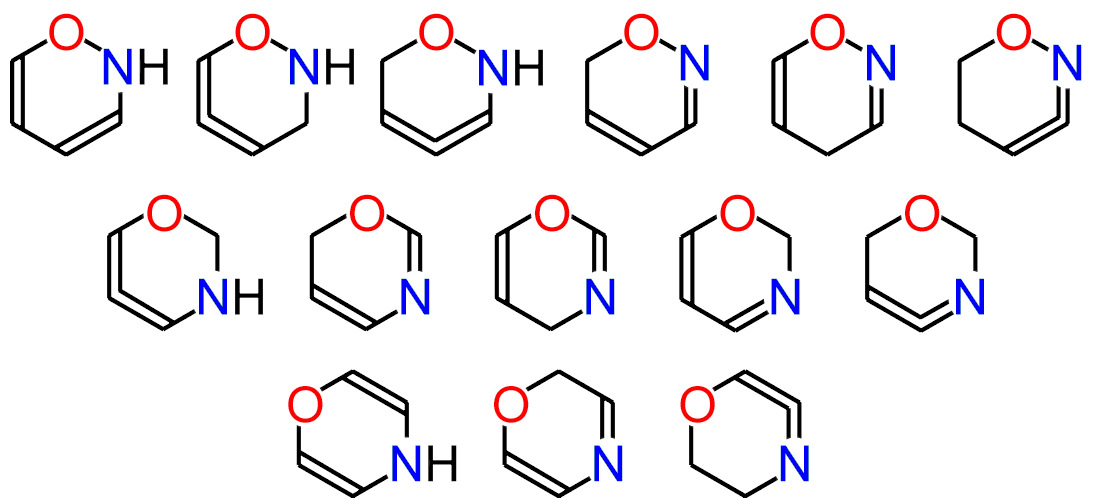
14 isomères de l'oxazine dans lesquels la covalence des différents atomes est respectée.

Par extension on nomme oxazines la famille des dérivés de l'un des isomères de l'oxazine, c'est-à-dire les composés organiques comportant un hétérocycle insaturé à six atomes, quatre de carbone, un d'azote et un d'oxygène. On inclut parfois leurs dérivés hydrogénés, comme la morpholine (tétrahydro-1,4-oxazine).

1,4-oxazine
phénoxazine
morpholine
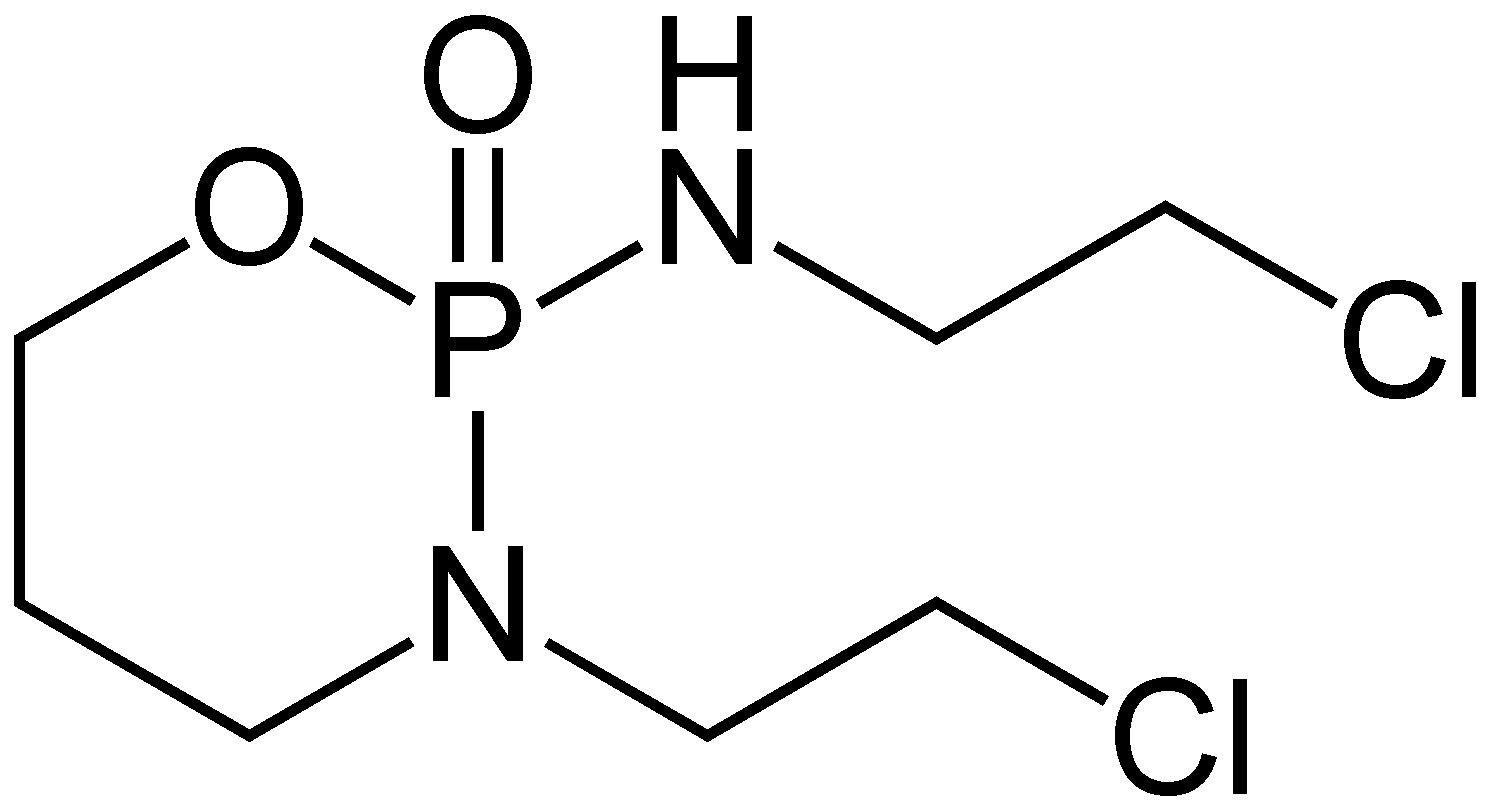
ifosfamide